# Leptopterix
Leptopterix é um gênero de mariposa pertencente à família Acrolophidae.